# Helodon oligoaristatum
Helodon oligoaristatum är en tvåvingeart som först beskrevs av Rubtsov 1971.  Helodon oligoaristatum ingår i släktet Helodon och familjen knott. Inga underarter finns listade i Catalogue of Life.